# Campionat d'Europa de natació de 1958
El Campionat d'Europa de natació de 1958 va ser la novena edició del Campionat d'Europa de natació. La competició es va disputar entre el 31 d'agost i el 6 de setembre de 1958 a Budapest, Hongria.

## Medaller
País amfitrió
| Posició | País           | Or | Plata | Bronze | Total |
| 1       | Unió Soviètica | 5  | 6     | 5      | 16    |
| 2       | Regne Unit     | 5  | 4     | 4      | 13    |
| 3       | Països Baixos  | 5  | 3     | 0      | 8     |
| 4       | Hongria        | 2  | 2     | 3      | 7     |
| 5       | Itàlia         | 1  | 2     | 2      | 5     |
| 6       | Suècia         | 1  | 0     | 2      | 3     |
| 7       | França         | 1  | 0     | 0      | 1     |
| 8       | RFA            | 0  | 1     | 2      | 3     |
| 9       | Txecoslovàquia | 0  | 1     | 1      | 2     |
| 10      | Iugoslàvia     | 0  | 1     | 0      | 1     |
| 11      | RDA            | 0  | 0     | 1      | 1     |
| Total   | Total          | 20 | 20    | 20     | 60    |

## Resultats

### Salts
Proves masculines
| Proves               | Or                        | Or     | Plata                            | Plata  | Bronze                        | Bronze |
| Trampolí de 3 metres | László Újvári · Hongria   | 141.17 | Horst Rosenfeldt · RFA           | 139.77 | Roman Brener · Unió Soviètica | 139.39 |
| Palanca              | Brian Phelps · Regne Unit | 143.74 | Mikhail Chachba · Unió Soviètica | 136.87 | Jenõ Marton · Hongria         | 134.68 |

Proves femenines
| Proves               | Or                                 | Or     | Plata                                 | Plata  | Bronze                            | Bronze |
| Trampolí de 3 metres | Ninel Krutova · Unió Soviètica     | 124.22 | Charmain Welsh · Regne Unit           | 123.32 | Valentina Dedova · Unió Soviètica | 122.75 |
| Palanca              | Aldona Kareckaité · Unió Soviètica | 81.14  | Raïssa Gorokhóvskaia · Unió Soviètica | 80.93  | Birte Hanson · Suècia             | 80.34  |

### Natació
Proves masculines
| Proves                       | Or                                                                                      | Or      | Plata                                                                     | Plata   | Bronze                                                                     | Bronze  |
| 100 metres lliures           | Paolo Pucci · Itàlia                                                                    | 56.3    | Viktor Polevoy · Unió Soviètica                                           | 56.9    | Gyula Dobay · Hungary                                                      | 57.5    |
| 400 metres lliures           | Ian Black · Regne Unit                                                                  | 4:31.3  | Boris Nikitin · Unió Soviètica                                            | 4:36.2  | Paolo Galletti · Itàlia                                                    | 4:38.1  |
| 1.500 metres lliures         | Ian Black · Regne Unit                                                                  | 18:05.8 | József Katona · Hungary                                                   | 18:13.0 | Gennady Androsov · Unió Soviètica                                          | 18:30.2 |
| 100 metres esquena           | Robert Christophe · França                                                              | 1:03.1  | Leonid Barbier · Unió Soviètica                                           | 1:03.9  | Wolfgang Wagner · East Germany                                             | 1:05.5  |
| 200 metres braça             | Leonid Kolesnikov · Unió Soviètica                                                      | 2:41.1  | Roberto Lazzari · Itàlia                                                  | 2:41.3  | Klaus Bodinger · RFA                                                       | 2:41.4  |
| 200 metres papallona         | Ian Black · Regne Unit                                                                  | 2:21.9  | Pavel Pazdírek · Txecoslovàquia                                           | 2:22.6  | Graham Symonds · Regne Unit                                                | 2:25.8  |
| relleus 4×200 metres lliures | Unió SovièticaGennady Nikolayev · Vladimir Struzhanov · Igor Luzhkovsky · Boris Nikitin | 8:33.7  | ItàliaFrederico Dennerlein · Paolo Galletti · Angelo Romani · Paolo Pucci | 8:41.2  | HongriaJózsef Katona · Imre Nyéki · György Muller · Gyula Dobay            | 8:45.3  |
| relleus 4×100 metres estils  | Unió SovièticaLeonid Barbier · Vladimir Minachkin · Vitaliy Chenenkov · Viktor Polevoy  | 4:16.5  | HongriaLászló Magyar · György Kunsági · György Tumpek · Gyula Dobay       | 4:20.4  | ItàliaGilberto Elsa · Roberto Lazzari · Frederico Dennerlein · Paolo Pucci | 4:21.9  |

Proves femenines
| Proves                       | Or                                                                                 | Or     | Plata                                                                       | Plata  | Bronze                                                                         | Bronze |
| 100 metres lliures           | Kate Jobson · Suècia                                                               | 1:04.7 | Cocky Gastelaars · Països Baixos                                            | 1:05.0 | Judy Grinham · Regne Unit                                                      | 1:05.4 |
| 400 metres lliures           | Jans Koster · Països Baixos                                                        | 5:02.6 | Corrie Schimmel · Països Baixos                                             | 5:02.6 | Nancy Rae · Regne Unit                                                         | 5:07.7 |
| 100 metres esquena           | Judy Grinham · Regne Unit                                                          | 1:12.6 | Margaret Edwards · Regne Unit                                               | 1:12.9 | Larisa Viktorova · Unió Soviètica                                              | 1:13.9 |
| 200 metres braça             | Ada den Haan · Països Baixos                                                       | 2:52.0 | Anita Lonsbrough · Regne Unit                                               | 2:53.5 | Wiltrud Urselman · RFA                                                         | 2:53.8 |
| 100 metres papallona         | Tineke Lagerberg · Països Baixos                                                   | 1:11.9 | Atie Voorbij · Països Baixos                                                | 1:12.2 | Marta Skupilova · Txecoslovàquia                                               | 1:14.3 |
| relleus 4×100 metres lliures | Països BaixosCorrie Schimmel · Tineke Lagerberg · Greetje Kraan · Cocky Gastelaars | 4:22.9 | Regne UnitJudy Grinham · Elspeth Ferguson · Judith Samuel · Diana Wilkinson | 4:24.2 | SuèciaBirgitta Eriksson · Karin Larsson · Barbro Andersson · Kate Jobson       | 4:28.5 |
| relleus 4×100 metres estils  | Països BaixosLenie de Nijs · Ada den Haan · Atie Voorbij · Cocky Gastelaars        | 4:52.9 | Unió SovièticaLarisa Viktorova · Eve Uusmees · Galina Kamaeva · Ulvi Voog   | 4:54.2 | Regne UnitJudy Grinham · Anita Lonsbrough · Christine Gosden · Diana Wilkinson | 4:54.3 |

### Waterpolo
| Prova             | Or      | Plata      | Bronze         |
| Waterpolo masculí | Hongria | Iugoslàvia | Unió Soviètica |